# شنة مبقعة
شنة مبقعة (الاسم العلمي: Channa maculata) (بالإنجليزية: Blotched snakehead)‏ هي نوع من الأسماك تتبع جنس الشنة من فصيلة الشنات.